# Geranomyia luteinota
Geranomyia luteinota is een tweevleugelige uit de familie steltmuggen (Limoniidae). De soort komt voor in het Afrotropisch gebied.